# Bachana Khorava
Bachana Khorava (in georgiano ბაჩანა ხორავა?; Chkhorotsqu, 15 marzo 1993) è un lunghista georgiano, detentore del record nazionale indoor della specialità.
Avvicinatosi all'atletica leggera competendo nelle gare di velocità, ha debuttato a livello internazionale tra i seniores concentrandosi, dal 2015, soprattutto nel salto in lungo.

## Palmarès
| Anno | Manifestazione              | Sede           | Evento         | Risultato | Prestazione | Note                                   |
| ---- | --------------------------- | -------------- | -------------- | --------- | ----------- | -------------------------------------- |
| 2009 | Mondiali allievi            | Bressanone     | 100 m piani    | Batteria  | 11"34       |                                        |
| 2009 | Mondiali allievi            | Bressanone     | 200 m piani    | Batteria  | 22"53       |                                        |
| 2013 | Europei under 23            | Tampere        | 4×400 m        | Batteria  | 3'19"58     |                                        |
| 2015 | Europei indoor              | Praga          | Salto in lungo | 15º (q)   | 7,63 m      |                                        |
| 2015 | Giochi europei              | Baku           | Salto in lungo | Oro       | 7,64 m      |                                        |
| 2015 | Europei under 23            | Tallinn        | Salto in lungo | Bronzo    | 7,97 m      | Miglior prestazione nazionale under 23 |
| 2016 | Camp. piccoli stati europei | Marsa          | Salto in lungo | Oro       | 8,02 m      |                                        |
| 2016 | Giochi olimpici             | Rio de Janeiro | Salto in lungo | 19º (q)   | 7,77 m      |                                        |
| 2017 | Europei indoor              | Belgrado       | Salto in lungo | nm (q)    | nm (q)      |                                        |
| 2021 | Europei indoor              | Toruń          | Salto in lungo | 14º (q)   | 7,46 m      |                                        |
| 2021 | Giochi olimpici             | Tokyo          | Salto in lungo | 28º (q)   | 7,41 m      |                                        |

## Altre competizioni internazionali
2017
- Oro nella Third League degli Europei a squadre ( Marsa), 100 m piani - 10"76
- Argento nella Third League degli Europei a squadre ( Marsa), 200 m piani - 22"17
- Bronzo nella Third League degli Europei a squadre ( Marsa), 4×400 m - 3'19"12